# Jack Huston
Jack Huston (* 7. prosince 1982 Londýn) je britský herec. Pochází z filmové rodiny; je vnukem režiséra Johna Hustona a synovcem herce Dannyho Hustona. V roce 2006 hrál Gerarda Malangu v životopisném filmu Warholka a později hrál mimo jiné v horroru Houbičky (2007), Vikingové II (2008) a Cvokař (2009). V roce 2013 hrál Jacka Kerouaca v dalším životopisném filmu Kill Your Darlings. V roce 2011 se oženil s modelkou Shannan Click a v dubnu 2013 se jim narodila dcera Sage Lavinia Hustonová. O necelé tři roky později, v lednu 2016, se páru narodil i syn: Cypress Night Huston.